# Biblioteca Pública de Samoa
A Biblioteca Pública de Samoa, também conhecida como Biblioteca Pública Memorial Nelson, é a principal biblioteca pública de Samoa.
Localizada na capital Apia, na ilha de Upolu e às vezes é chamada de Biblioteca Apia.
Os serviços de biblioteca em Samoa são administrados pelo Ministério da Educação, Esporte e Cultura.

## História
A biblioteca foi criada em 1956, com o edifício atual em Beach Road aberto oficialmente em 1960. O financiamento para o edifício foi recebido do governo de Samoa, Nova Zelândia e da família do patriota, líder e empresário de Mau, Olaf Frederick Nelson. A biblioteca é nomeada em homenagem a Nelson.

## Ramo Savai'i
A Biblioteca Pública de Savai'i é o único ramo da biblioteca central, em Salelologa, na ilha de Savai'i.